# Groupe Marzocco
Le Groupe Marzocco est une société monégasque active à Monaco, en France et en Italie dans la promotion immobilière, la construction-rénovation et les services. Il est présidé par Claudio Marzocco.
Présent depuis les années 1980 à Monaco dans les secteurs de la promotion immobilière et la construction de haut-standing, il compte en 2019 plus de 120 salariés en ce inclus les ouvriers de l'entreprise de construction Satri.

## Historique
L’histoire du Groupe Marzocco débute dans les années 1960 sous l’impulsion de Domenico Marzocco, alors associé local sur la Riviera de l'homme d'affaires Callisto Pontello. Il entame son activité dans le bâtiment en Italie. Il s’installe à Monaco où il développe aux côtés du groupe Pontello de grands projets comme Le Saint André, situé au boulevard de Suisse ou participe à la réalisation du lot gros œuvre des trois immeubles baptisés Michelangelo, Botticelli et Donatello à Fontvieille.
Depuis 2007, Claudio Marzocco préside le groupe. Il est secondé par deux administrateurs délégués Luca Marzocco et Daniele Marzocco, et deux directeurs, Niccolo Marzocco et Domenico Della Bella.
Le Groupe Marzocco intervient dans plusieurs domaines liés à l'immobilier,.

## Projets
Les projets immobiliers que le Groupe Marzocco réalise à Monaco sont tous liés à une relation contractuelle forte avec l'Etat de Monaco. Tel est le cas de l'ensemble de logements sociaux Les Jardins d'Apolline et des ensembles immobiliers mixtes (social et résidentiel haut de gamme) Tour Odéon et Testimonio II. La reconstruction du Centre hospitalier Princesse-Grace via sa filiale Satri, a finalement été attribuée au groupe Vinci.

## Controverses
En 2015, la construction de la Tour Odéon a suscité beaucoup d'intérêt, mais a aussi donné lieu à des controverses, dont l'opposition de riverains de la commune voisine de Beausoleil. Mis en cause par une enquête à la suite de soupçons de corruption, deux dirigeants du Groupe Marzocco ont été relaxés par le Tribunal de Grande Instance de Marseille en 2017,, décision confirmée par la Cour d'Appel d'Aix en Provence en 2018,. À noter que la commercialisation du penthouse au sommet de la tour a généré une importante couverture médiatique, y compris au-delà de la presse people, l'appartement étant considéré comme « le plus cher du monde »,.
La construction de l'ensemble immobilier des Jardins d'Apolline, constitué de 237 logements sociaux, a été confiée en 2009 par l'État de Monaco au groupement constitué par les entreprises Engeco et Satri, cette dernière appartenant au Groupe Marzocco. Dans les mois qui ont suivi sa livraison en 2015, le projet immobilier s'est révélé atteint de désordres engendrant un problème sanitaire. La presse a qualifié cette affaire de scandale sanitaire majeur exposant près de 10 % de la population monégasque,. C'est ainsi que, quelques mois seulement après sa livraison, SAS Albert II de Monaco s'est rendu sur le site pour soutenir les familles monégasques dans le désarroi. Il s'est ensuivi une décision du Ministre d'état de faire évacuer l'immeuble du fait de son insalubrité pour effectuer des travaux lourds de rénovation.
En 2020, à la suite d'une dénonciation anonyme, la justice monégasque a ouvert une enquête sur les modalités d'acquisition de la Villa Bromar par le groupe Marzocco auprès de la Fondation Hector Otto, survenue en 2005. La revente ultérieure de la villa, finalisée en 2007, aurait permis au Groupe Marzocco de réaliser une plus-value de 69 millions d’euros. Claude Palmero, président de la Fondation, s'est toutefois défendu d’avoir sous-évalué le prix de vente de la villa en 2005, l'opération ayant donné lieu à un appel d’offres fin 2004 et à une cession au prix le plus élevé alors proposé par les différents acquéreurs potentiels. Les statistiques de l'IMSEE montrent que les prix de l'immobilier monégasque auraient ensuite doublé en deux ans, expliquant l'appréciation rapide du prix du bien. Deux contre-plaintes ont ainsi été déposées par Claude Palmero pour diffamation et dénonciation calomnieuse.